# Karel Veliki
Karel Veliki ali Karel I. (francosko Charles Ier  (le Grand) ali Charlemagne, iz latinskega Carolus Magnus), je bil kralj Frankov (768-814) in cesar (800-814), * 2. april 742/747/748, † 28. januar 814, Aachen.
Karel je bil najstarejši sin Pipina Malega, ustanovitelja Karolinške rodbine, in Betrade Laonske. Na frankovski prestol je prišel po očetovi smrti leta 768. Leta  774 je postal kralj Italije in leta 800 cesar z zvenečim naslovom imperator romanorum. Bil je prvi cesar po padcu Rimskega cesarstva pred tremi stoletji, ki ga je priznavala Zahodna Evropa. Med svojo vladavino je združil večino Zahodne Evrope, s čimer je Frankovsko cesarstvo doseglo svoj največji obseg, in hkrati položil temelje sodobne Francije in Nemčije. 
Na začetku je vladal kot sovladar z bratom Karlmanom I., po Karlmanovi nenadni smrti pa je postal nesporen vladar Frankovskega cesarstva. Do papežev je vodil enako politiko kot pred njim oče. Postal je njihov zaščitnik, uničil moč Langobardov v severni Italiji in vodil pohod proti muslimanom na Iberskem polotoku. Na vzhodu se je vojskoval s Sasi in jih začel pod grožnjo smrtne kazni pokristjanjevati, kar je privedlo do dogodkov, kakršen je bil pokol v Verdenu. Višek moči je dosegel leta 800, ko ga je papež Leon III. na Božični dan v stari baziliki sv. Petra kronal za cesarja Rimljanov, to je za naslednika vladarjev Rimskega imperija. V svojem kraljestvu je sicer še naprej vladal brez papeževega sodelovanja, a papeževo priznanje mu je v očeh sodobnikov dalo božansko legitimnost.
Karla Velikega so imenovali tudi oče Evrope (pater Europae), ker je prvi po propadu Rimskega cesarstva združil večino Zahodne Evrope. Njegova vladavina je spodbudila karolinško renesanso, obdobje odločnih kulturnih in intelektualnih dejavnosti v Zahodni cerkvi. Vsi cesarji Svetega rimskega cesarstva, do zadnjega cesarja Franca II., tako v francoskih kot nemških monarhijah, so imeli svoja kraljestva za nasledstvene države Karlovega cesarstva. Pravoslavna cerkev nanj gleda bolj polemično, predvsem zaradi podpore naukom rimskokatoliške cerkve in papeževega priznanja Karla in ne Irene Atenske za zakonitega naslednika Vzhodnega rimskega cesarstva. Spori v Cerkvi so bili prvi znaki razkola med Konstantinoplom in Rimom, ki se je končal z Veliko shizmo leta 1054.
Karel Veliki je umrl leta 814 po našem štetju. Kot cesar je vladal trinajst let. Sedaj je Karel pokopan v svoji prestolnici (Aachen-današnja Nemčija). Nasledil ga je sin Ludvik Pobožni.

## Politično ozadje
V 6. stoletju so bili zahodni Franki že pokristjanjeni. Njihova država, v kateri so vladali Merovingi, je bilo najmočnejše kraljestvo, ki je nastalo po propadu Zahodnega rimskega cesarstva. Po bitki pri Tertryju med Avstrazijo na eni strani in Nevstrijo in Burgundijo na drugi je merovinška država izgubila nekdanjo moč. Njene vladarje so začeli naslavljati z rois fainéants – brezdelni kralji. Skoraj vse vladne pristojnosti so prevzeli njihovi dvorni majordomi.
Leta 687 je avstrazijski majordom Pipin Herstalski z zmago v bitki pri Tertryju prekinil razprtije med različnimi kralji in njihovimi majordomi in postal izključni guverner celega Frankovskega kraljestva. Pipin je bil vnuk dveh najpomembnejših osebnosti Avstrazijskega kraljestva: svetega Arnulfa Metzskega in Pipina I. Landenskega. Pipina Herstalskega je nasledil njegov nezakonski sin Karel, kasneje znan kot Karel Martel.
Po letu 737 je Karel Martel vladal Frankom brez kralja, vendar je odklonil, da bi ga naslavljali s kraljem. Leta 741 sta ga nasledila sinova Karlman in Pipin Mali, oče Karla Velikega. Leta 743 sta brata sklenila obrzdati separatizem na obrobju kraljestva in na prestol posadila zadnjega merovinškega kralja Hilderika III.. Karlman se je leta 746 odpovedal svojemu položaju in vstopil v Cerkev kot menih, Pipin pa je vprašanje frankovskega prestola prenesel papežu Zahariji z vprašanjem, ali je smiselno, da kralj nima nobene kraljevske moči. Papež se je 749. odločil, da je najbolje, da se Pipin, ki je imel vsa pooblastila in položaj majordoma, imenuje za kralja, vendar se s tem ne sme porušiti obstoječa hierarhija. Papeževo mnenje je v bistvu pomenilo Pipinovo imenovanje za pravega kralja.
Pipina so na zboru Frankov leta 750 izvolili za kralja in ga po maziljenju lokalnega škofa uradno povzdignili na kraljevski položaj. Papež je Hilderika III. razglasil za nepravega kralja in mu ukazal, naj se umakne v samostan. Merovinško dinastijo je zamenjala Karolinška, ki je dobila ime po Pipinovem očetu Karlu Martelu. 
Leta 753 je papež Štefan II. pobegnil iz Italije v Francijo in zaprosil Pipina za pomoč pri uveljavljanju pravic, ki jih je imel kot naslednik svetega Petra. Njegovo prošnjo je podprl Karlov brat Karlman. Papež mu je v zameno lahko obljubil samo slovesno potrditev kraljevega položaja in priznanje njegovih mladih sinov Karla in Karlmana za naslednika velikega Frankovskega kraljestva. Leta 754 je Pipin prejel papežev poziv, naj pride v Italijo. Kralj je prišel z vojsko in premagal Langobarde.
Frankovsko cesarstvo se je pod Karolingi razširilo na skoraj vso zahodno Evropo. Njegova kasnejša delitev je postavila temelje sodobne Francije in Nemčije. Verska, politična in umetnostna dogajanja, ki so se porajala v centralno nameščeni Franciji, so dala odločilen pečat celi Evropi.

## Vzpon na oblast

### Otroštvo

#### Datum rojstva
Najbolj verjeten datum Karlovega rojstva je rekonstruiran iz več virov. Leto 742 je izračunano iz podatka v Einhardovi Vita Karoli Magni, da je Karel umrl januarja 814 star 72 let, kar datira poroko njegovih staršev v leto 744. Po Annales Petaviani je bila poroka leta 747, kar je bolj verjetno. Annales Petaviani  se sicer od Einharda in nekaterih drugih virov razlikuje samo v starosti 70 in ne 72 let. Dan  2. april je določen iz koledarja Lorschke opatije.
Leta 747 bi se poročni dan ujemal z Veliko nočjo. Takšno naključje bi bilo zelo verjetno omenjeno v kakšnem letopisu, vendar ni. Če se je Velika noč štela za začetek koledarskega leta, bi se 2. april 747  po sodobnem računanju ujemal z 2. aprilom 748 in ne bi bil na Veliko noč. Kot najbolj verjeten datum Karlovega rojstva zato prevladuje 2. april 742, ki temelji na podatku, da je bil Karel ob smrti sedemdesetletnik. Datum bi lahko pomenil, da je bil Karel rojen kot predzakonski otrok, česar Einhard ne omenja.

#### Rojstni kraj
Natančen kraj Karlovega rojstva ni znan. Zgodovinarji domnevajo, da bi to lahko bila Aachen v sedanji Nemčiji ali Herstal (Liège) v sedanji Belgiji. Obe mesti sta v regiji, iz katere izvirajo tako Merovingi kot Karolingi. Poleg njiju zgodovinarji omenjajo tudi Düren, Gauting, Mürlenbach,  Quierzy in Prüm. Za nobeno ni nobenega trdnega dokaza.
Karel Veliki je bil najstarejši sin Pipina Malega in Bertrade Laonske, hčerke Kariberta Laonskega in Bertrade Kölnske. Viri omenjajo tudi Karlmana, Gizelo in tri otroke, Pipina, Krotaisa in Adelaisa, ki so umrli že v ranem otroštvu. O Karlovem rojstvu in otroštvu ni prav nobenega podatka.

### Sporno nasledstvo
Najvišja funkcionarja v frankovski družbi sta bila dvorni upravitelj  - majordom (iz latinskega maior domus) in eden ali več kraljev (rex, reges). Obe funkciji sta bili voljeni, vendar rednih volitev ni bilo. Zanju je veljalo načelo ad quos summa imperii pertinebat – kdor opravlja najvišje državne funkcije. O imenovanju je očitno lahko odločal tudi papež, odločitev pa je morala potrditi skupščina, ki se je zbrala enkrat letno.
Pipin Mali je bil pred izvolitvijo za kralja leta 750 majordom, katerega položaj je bil tako rekoč deden (velut hereditario fungebatur). Einard o tem pravi, da je položaj običajno pomenil »čast, ki jo je nekomu izkazalo ljudstvo«, vendar sta ga Pipin Mali in njegov brat Karlman kar podedovala po svojem očetu Karlu Martelu. V njunem dedovanju je tudi nekaj dvoumnosti, ker sta en položaj delila dva naslednika, vsak na svojem ozemlju. Ko se je Karlman odločil, da odstopi in odide med benediktince v samostan Monte Cassino, je o njegovem deležu odločal papež. Papež je majordomsko dostojanstvo pretvoril v kraljevsko in ga prenesel na Pipina, ki ga je zato lahko z vso pravico prenesel na svoje naslednike.
Papeževe odločive niso sprejeli vsi člani družine. Karlman se je hotel samo začasno odpovedati svojemu deležu, ker ga je nameraval po smrti prenesti na svojega sina Drogona, papeževa odločitev pa je Drogona kot dediča izločila v korist njegovega bratranca Karla. Karlman se je z orožjem uprl odločitvi. Pridružil se mu je Pipinov in Karlmanov polbrat Grifon, ki je od Karla Martela sicer dobil svoj delež, vendar so mu ga zaradi oboroženega poskusa, da bi uveljavil pravico do svojega deleža, med hišnim zaporom odvzeli v korist njegovih polbratov. Leta 753 so se spori končali, ker je Grifon padel v boju v bitki pri Saint-Jean-de-Maurienneu, Drogona pa so ujeli in vrgli v ječo.
Po Pipinovi smrti 24. septembra 768 sta kraljestvo po božji volji (divino nutu)  podedovala njegova sinova Karl in Karlman. Franki so jima na generalni skupščini (generali conventu) podelili naslov kralja, vendar z enakopravno delitvijo oblasti v celem kraljestvu (totum regni corpus ex aequo partirentur).
V Einhardovem letopisu  so dogodki opisani malo drugače. Pipin naj ne bi umrl v Parizu, ampak v Saint-Denisu pri Parizu. V kralja sta bila povišana (elevati sunt in regnum) dva velikaša  (domini): Karel 9. oktobra v Noyonu, Karlman pa neznanega datma v Soissonsu. Če je bil Karel rojen leta 742, je bil takrat star šestindvajset let, Karlman pa sedemnajst. Karel je bil do takrat že nekaj let očetova desna roka in bi zato lahko imel nekaj vojaških izkušenj. 
Zapisi kažejo, da ni šlo za dve nasledstvi, ki bi dali dva kralja z dvema kraljestvoma, ampak eno nasledstvo enega kraljestva z dvema enakopravnima kraljema – Karlom in njegovim bratom Karlmanom. Kraljema so bile dodeljena različna ozemlja. Karl je nasledil zunanje dele kraljestva, ki jih je posedoval Pipin kot majordom, se pravi Nevstrijo, zahodno Akvitanijo in severne dele Avstrazije, Karlman pa notranje dele kraljestva, se pravi južno Avstrazijo, Septimanijo, vzhodno Akvitanijo, Burgundijo, Provanso in Švabsko, ki je mejila na Italijo. Prenos jurisdikcije na drugega brata, če bi eden od njiju umrl, ni bil nikoli dokončno odločen na skupščini Frankov. Enako vprašanje se je ponavljalo tudi več naslednjih desetletij, dokler niso Karlovi vnuki ustanovili svojih ločenih suverenih kraljestev.

### Akvitanija
Nasledstvo v državah, v katerih je pred tem veljalo rimsko pravo, ni pomenilo samo prenosa lastnine in privilegijev, ampak tudi z nasledstvom povezanih hipotek in obveznosti. Pipin je pred svojo smrtjo že začel proces ustvarjanja cesarstva, ki je bil težka naloga. Russel ima o tem takšno mnenje:
»Ustanovitev cesarstva s priključitvijo majhnih držav je bila v tistih časih dokaj lahka naloga, obdržati takšno državo kot celoto pa je bila izjemno težka. Vsaka mala država je imela svojega malega suverena, ki ga je zanimalo predvsem spletkarjenje, ropanje in vojskovanje.«

#### Ustanovitev nove Akvitanije
Akvitanija je bila v predrimskem obdobju, tako kot Hispanija, naseljena z različno govorečimi ljudstvi, vključno s Kelti, potem pa se je romanizirala in govorila izključno latinske jezike. Med Akvitanijo in Hispanijo so bili naseljeni Euskalduni ali Euskaldunak, kot so sami sebe imenovali Gaskonjci oziroma Baski. Iz krajevnih imen je razvidno, da je bila večina Baskov naseljena v zahodnih Pirenejih, do gornjega toka Ebra v sedanji Španiji na jugu in do reke Garone v sedanji Franciji na severu.  Rimljanom ni nikoli uspelo dokončno podjarmiti Baskov, v delih Gaskonje, ki so jih podjarmili, pa so za svoje legije novačili vojake, znane po vojaških veščinah. Meja med Gaskonjo in Akvitanijo je bil Toulouse. 
Okoli leta 660 se je vojvodina Gaskonja združila z vojvodino Akvitanijo v enotno kraljestvo pod Feliksom Akvitanskim, ki je vladal iz Toulousa. V Gaskonji je kot njegov sovladar vladal osemindvajsetletni baskovski kralj Lup (Otsoa) I.. Kraljestvo je bilo suvereno in neodvisno. Gaskonja se je sicer odrekla vlogi igralca v evropski politiki, vendar je smatrala dogovore, ki jih je Feliks Akvitanski sklepal s šibkimi Merovingi, za nične. Po Feliksovi smrti leta 670 je skupna last kraljestev v celoti pripadla Lupu. Ker Baski niso imeli posebne zakonodaje o nasledstvu, ampak je zanj veljalo načelo prvorojenstva, je Lup dejansko ustanovil dedno dinastijo baskovskih kraljev, ki je vladala tudi v Akvitaniji.

#### Karolinška priljučitev Akvitanije
Latinske kronike ob koncu vizigotske Hispanije so zapustile samo pomanjkljive podatke, vrzeli v pripovedovanju in neusklajena protislovja. Muslimanski viri, na primer Ta'rikh iftitah al-Andalus (Tarikovo osvajanje Al Andaluza), ki ga je napisal Ibn al-Kutija  (v prevodu Sin Gotinje), dajejo bolj skladne podatke in omenjajo, da je bila vnukinja zadnjega kralja vizigotske Hispanije poročena z Mavrom. Ibn al-Kutija, ki je imel še eno, precej daljše ime, se je do neke mere morda opiral na družinsko ustno izročilo.
Po Ibn al-Kutiji je zadnji vizigotski kralj združene Hispanije umrl, ko so bili njegovi trije sinovi Almund, Romulo in Ardabast še mladoletni. Njihova mati je kot regentka vladala v Toledu, poveljnik njene vojske Roderik pa se je uprl in osvojil Córdobo. Od ponujenih možnih rešitev krize je izbral sovlado nad delom ozemlja, ki je sicer pripadal zakonitim naslednikom. Dokaze o delitvi dajejo geografska porazdelitev kovancev z imeni vladarjev in seznami kraljev. Agilovo kraljestvo je zagotovo obsegalo severovzhodni del Iberskega polotoka, Roderikovo pa zahodni, predvsem Portugalsko. Roderik je vladal sedem let in pol, medtem ko je Agila (Aquila) vladal tri leta in pol. Če sta se obe vladavini končali z vdorom Saracenov, je Roderik torej zavladal nekaj let pred Agilo. 
Mavri so po osvojitvi Iberskega polotoka prečkali Pireneje samo zato, da bi z zasedbo Ardove Septimanije kljubovali baskovski dinastiji v Akvitaniji, ki je bila vedno zaveznica Gotov. Odo Veliki Akvitanski je v prvi bitki pri Toulouseu leta 721 zmagal. Mavrska vojska se je nato začela počasi zbirati v Septimaniji. Leta 732 je pod poveljstvom Abd al-Rahmana abd Alah al-Gafikija vdrla v Gaskonjo in v bitki ob Garoni Oda porazila. Zasedla je Bordeaux in napredovala proti Toursu. Odo ni imel dovolj moči, da bi jih ustavil, zato je za pomoč prosil svojega tradicionalnega sovražnika, frankovskega majordoma Karla Martela. Martel se je po bliskovitem pohodu, po katerem so kasneje zasloveli Franki, pojavil pred Mavri med Toursom in Poitiersom, jih odločilno premagal in ubil al-Gafikija. Mavri so kasneje še dvakrat napadli in bili obakrat poraženi. Prvič ob reki Berre v bližini Narbonnea leta 737  in drugič v Daufineji leta 740. Cena, ki jo je moral plačati Odo, je bila vključitev Akvitanije v Frankovsko kraljestvo, vendar se je Akvitanija dolgo upirala tako Otonu kot njegovim naslednikom.

#### Izguba in ponovna priključitev Akvitanije
Odov naslednik, akvitanski vojvoda in toulouški grof Hunald, se je po smrti svojega sina povezal s svobodno Lombardijo. Zveza se je zapletla, ker je Odo dvoumno zapustil svoje kraljestvo obema sinovoma, Hunaldu in Hatu. Hato, ki je bil naklonjen Frankom, je zato bratu napovedal vojno za celo očetovo zapuščino. V vojni je zmagal Hunald, ki je oslepil poraženega brata in ga vrgel v ječo, potem pa je bil zaradi slabe vesti tako prizadet, da odstopil in odšel v samostan. Nasledil ga je sin Vajfar, ki je potrdil zavezništvo z Langobardi. Svojo odločitev je utemeljil s spoštovanjem do očetove odločitve in trditvijo, da so po Martelovi smrti vsi sporazumi z njim nični. Ker je po Martelovi smrti Akvitanija uradno pripadla Pipinu Malemu, je torej njegov mladi sin Karel Vajfarja ujel in usmrtil.
V frankovski armadi je bil tudi kontingent Bavarcev vojvode Tasila III. Bavarskega iz rodbine Agilofingov. Martelov sin Grifon, ki se je po pobegu iz samostana zatekel k stricu Odilu Bavarskemu, se je po stričevi smrti leta 648 razglasil za bavarskega vojvodo. Pipin Mali ga je takoj odstavil in na njegovo mesto imenoval Tasila, ki je bil še otrok, sam pa se je postavil za njegovega skrbnika. Lojalnost Agilolfingov do Frankovskega kraljestva je bila vedno vprašljiva, zato je Pipin od Tasila izsilil več priseg zvestobe. Tasilo je kljub temu dobil podporo langobardskega kralja Deziderija in se poročil z njegovo hčerko Liutbirgo. Leta 763 je v četrtem frankovskem pohodu v Akvitanijo v kritičnem trenutku samovoljno zapustil Pipinovo vojsko in se s svojimi Bavarci vrnil domov. Po vrnitvi je izven Pipinovega dosega zavrnil kakršno koli lojalnost do Frankovskega kraljestva. Pipin ni imel priložnosti, da bi se na to odzval, ker je nekaj tednov po Vajfarjevi usmrtitvi tudi sam umrl. 
Pipinova naslednika Karel in Karlman sta se morala na samem začetku vladavine leta 769 soočiti z uporom Akvitancev in Baskov na mejnem ozemlju med njunima kraljestvoma. Leto pred tem je Pipin po deset let trajajoči vojni končno porazil in usmrtil akvitanskega vojvodo Vajfarja, potem pa je njegov naslednik Hunald, ki verjetno ni bil vojvoda Hunald Akvitanski, s svojimi Akvitanci prodrl na sever vse do Angoulêmea. Karel se je srečal z bratom Karlmanom, vendar slednji v vojni ni nameraval sodelovati in se je s svojo vojsko vrnil v Burgundijo. Karel je s svojo vojsko krenil proti Bordeauxu in se v Fronsacu utrdil. Hunald je bil prisiljen pobegniti na dvor vojvode Lupa II. Gaskonjskega. Lup ga je v strahu pred Karlom v zameno za mir izročil Frankom, Karel pa ga je poslal v samostan. Po vdaji gaskonjskih plemičev sta bili Gaskonja in Akvitanija dokončno pokorjeni.

### Karlmanova smrt
Brata sta z materino pomočjo vzdrževala mlačne stike, dokler ni Karel leta 770 podpisal pogodbe z vojvodo Tasilom III. Bavarskim in se poročil z langobardsko princeso Deziderato, hčerko kralja Deziderija, s čimer je sklenil obroč svojih zaveznikov okoli Karlmanovega kraljestva. Papež Štefan III. je sprva nasprotoval poroki z Deziderato, ker se je bal frankovsko-langobardske zveze, vendar se je kmalu izkazalo, da je bil njegov strah odveč.
Manj kot leto po poroki je Karel Veliki odslovil Deziderato in se poročil s trinajstletno Švabinjo Hildegardo. Deziderata se je vrnila na očetov dvor v Pavio. Besni Deziderij se je zdaj z veseljem povezal s Karlmanom, da bi skupaj premagala Karla. Karlman je še pred izbruhom sovražnosti 5. decembra 771 umrl, na videz naravne smrti. Karlmanova vdova Gerberga je s svojima sinovoma pobegnila na očetov dvor v Lombardiji.

## Pohodi v Italijo

### Osvojitev Langobardskega kraljestva
Papež Hadrijan I. je ob prihodu na papeški prestol leta 772 skladno z obljubo Deziderija Langobardskega zahteval vrnitev nekaj mest v Ravenskem eksarhatu. Deziderij je namesto izpolnitve obljube osvojil še nekaj drugih mest (Ravena, Forlì, Forlimpopoli, Classe, Caesarea) in s tem izhodišče za napad na Rim. V jeseni je papež poslal svoje odposlance h Karlu Velikemu z zahtevo, naj nadaljuje politiko svojega očeta Pipina Malega. H Karlu je tudi Deziderij poslal delegacijo, ki je papeževo stališče zavračala. Obe delegaciji sta se s Karlom sestali v Thionvilleu. Karel je stopil na papeževo stran in potrdil njegove zahteve, Deziderij pa je prisegel, da jih ne bo nikoli izpolnil. Karel in njegov stric Bernard sta leta 773 prekoračila Alpe, pregnala Langobarde do Pavie in jih začela oblegati. Karel je za nekaj časa zapustil oblegovalce, da bi obračunal z Deziderijevim sinom Adalgisom, ki je zbral vojsko v Veroni. Mladega princa je gnal do jadranske obale, od koder je pobegnil v Konstantinopel, prosit za pomoč cesarja Konstantina V., ki se je ravno vojskoval z Bolgari.
Obleganje je trajalo do pomladi 774, ko je Karel obiskal papeža v Rimu. Potrdil je očetove podelitve ozemelj. Nekateri letopisci so kasneje napačno trdili, da je k ozemljen dodal tudi Toskano, Emilijo in Korziko. Papež ga je v zameno imenoval za patricija. Po obisku se je Karel vrnil v Pavio, kjer so bili Langobardi tik pred vdajo. V zameno za življenja so se zgodaj poleti nazadnje vdali in odprli mestna vrata. Deziderij je moral oditi v samostan Corbie. Njegov sin Adalgis je umrl v Konstantinoplu kot patricij. Karel se je okronal z Železno krono, simbolom langobardske oblasti, in prisilil langobardske velikaše, da so se mu v Pavii poklonili. Temu se je uprl samo beneventski vojvoda Arehis II. in razglasil svojo neodvisnost. Karel je kot kralj Langobardov postal vladar večine Apeninskega polotoka. V Pavii je pustil vojaško garnizijo in nekaj frankovskih grofov in še isto leto zapustil Italijo.
Italija je ostala nestabilna. Leta 776 sta se uprla vojvoda Hrodgaut Friulski in Hildeprand Spoletski. Karel je iz Saške prihitel v Italijo in v bitki porazil in ubil friulskega vojvodo. Spoletski vojvoda je podpisal mirovno pogodbo in severna Italija je bila zdaj v celoti v Karlovih rokah.

### Južna Italija
Leta 787 je Karel Veliki usmeril svojo pozornost proti neodvisni Vojvodini Benevento, v kateri je vladal vojvoda Arehis II. Beneventski. Oblegal je Salerno in prisilil Arehisa v vazalski odnos. Po Arehisovi smrti leta 792 je njegov sin Grimoald III. ponovno razglasil beneventsko neodvisnost. Karlova vojska ga je večkrat napadla. Karel sam se ni nikoli več vrnil v južno Italijo, Grimoald pa ni bil nikoli prisiljen sprejeti frankovske suverenosti.

## Karel in njegovi otroci
V prvem relativno dolgem obdobju miru od leta 780 do 782 je Karel začel imenovati svoje sinove na vplivne položaje v kraljestvu, kar so običajno počeli tudi njegovi predhodniki. Leta 781 je v kralja povzdignil svoja najmlajša sinova, katera je nato kronal papež. Starejši od obeh, Karlman, je postal kralj Italije in od očeta prevzel Železno krono, s katero je bil Karel kronan leta 774. Na slovesnosti se je iz Karlmana preimenoval v Pipina.  Mlajši brat Ludvik je postal kralj Akvitanije. Karel je obema ukazal, naj v svojih kraljestvih spoštujeta krajevne običaje in imenoval regenta, ki sta ju nadzirala. Resnična oblast je seveda ostala v Karlovih rokah, čeprav je iskreno želel, da ga nekega dne nasledita. Karel ni trpel nobene nepokorščine svojih sinov. Svojega najstarejšega, morda nezakonskega, sina Pipina Grbastega, ki se je pridružil upornikom, je leta 792 za kazen poslal v samostan v Prümu. 
Karel je bil odločen, da morajo biti njegovi otroci, tudi hčerke, izobraženi, saj so mu njegovi starši že zelo zgodaj vcepili pomembnost učenja. Otroci so se učili tudi veščin v skladu z njihovim aristokratskskim položajem, med katere je za sinove spadalo jahanje in rokovanje z orožjem, za hčerke pa vezenje, predenje in tkanje.
Ko so sinovi dovolj odrasli, so se v očetovem imenu udeležili več vojn. Karel se je vojskoval predvsem z Bretonci, s katerimi je mejil, in ki so se mu najmanj dvakrat uprli. Njihove upore so zlahka zatrli. Večkrat se je vojskoval tudi s Sasi. Leta 805 in 806 je bil poslan v Böhmerwald (sedanja Češka), kjer se je vojskoval s slovanskimi plemeni, predniki sodobnih Čehov. Slovane je podjarmil, opustošil dolino Labe in jih prisilil v plačevanje davkov. 
Pipin je bil zadolžen za Avare in meje Beneventa, vendar se je na severu vojskoval tudi s Slovani. Po Karlovem kronanju za cesarja, ki je povzročilo spore z Bizantinskim cesarstvom, in po beneškem uporu je bil nedvomno pripravljen tudi na vojno z njimi. 
Ludvik je bil zadolžen za Špansko marko in se je vsaj enkrat vojskoval tudi v južni Italiji proti vojvodu Beneventa. Leta 797 je po obsežnem obleganju osvojil Barcelono. 
Karlov odnos do hčera je bil predmet mnogih razprav. Zadrževal jih je doma in onemogočal njihove cerkvene poroke, morda zato, da bi preprečil nastanek stranskih družinskih vej, ki bi ogrozile glavno družinsko linijo. To bi lahko bil primer s Tasilom Bavarski. Karel je dopuščal izvenzakonske zveze svojih hčera in celo nagrajeval njihove partnerje in kot dragocenost čuval svoje nezakonske vnuke. Prav tako očitno ni hotel verjeti zgodbam o njihovem divjem obnašanju. Po Karlovi smrti je Ludvik Pobožni pregnal preživele sestre z dvora v samostane, ki jih je ustanovil njegov oče. Vsaj ena med njimi, Berta, je imela priznano razmerje, če ne poroke, s Karlovim dvorjanom Angilbertom.

## Širjenje Karolingov na jug

### Gaskonja in Pireneji
Uničujoča Pipinova vojna v Akvitaniji se je sicer ugodno končala za Franke, vendar je dokazala, da je frankovska oblast južno od Loare šibka in nezanesljiva. Po porazu in smrti Vajfarja Akvitanskega leta 768 se je Akvitanija ponovno uklonila frankovski nadoblasti, vendar je že naslednje leto izbruhnil nov upor pod vodstvom Hunalda II., ki je bil morda Vajfarjev sin. Po porazu se je Hunald zatekel k svojemu zavezniku, vojvodi Lupu II. Gaskonjskemu, Lup pa ga je, verjetno zaradi strahu pred Karlom Velikim, predal Frankom. Karlu je hkrati obljubil zvestobo, s čimer je, zgleda, potrdil mir v Gaskonji južno od Garone.
Karel Veliki je v strahu pred novimi upori poskušal zmanjšati Lupovo moč z imenovanjem nekega Seguina za grofa Bordeauxa leta 778. Grofe frankovskega porekla je postavil tudi drugod na obmejnem ozemlju (Toulouse, Grofija Fézensac). Njegova odločitev je močno spodkopala avtoriteto gaskonjskega vojvode. Zgleda, da je zato iz kljubovanja odločilno prispeval ali celo načrtoval bitko na pirenejskem prelazu Roncevaux, ki jo Franki zaradi težkega poraza imenujejo »baskovska izdaja«. Poraz na Roncevauxu leta 778 je potrdil Karlovo prepričanje, da mora vladati neposredno z ustanovitvijo Akvitanskega kraljestva, ki bo temeljilo na frankovski birokraciji, razdelitvi zemlje kolonistom in dodelitvi zemlje Cerkvi, njegovi zaveznici. Za prvega akvitanskega kralja je imenoval sina Ludvika.
Nove politične ureditve Gaskonje lokalni mogotci niso sprejeli radovoljno. Leta 778 je Adalrik potolkel in ujel karolinškega toulouškega grofa Horsona. Kasneje ga je sicer izpustil, vendar je dogodek Karla tako raztogotil, da je Horsona odstavil in na njegovo mesto imenoval Viljema Oranjskega. Viljem je napadel Baske in jih po izgonu Adalrika leta 790 porazil.
V letih med 781. (v grofijah Pallars in Ribagorça) in 806. (v Pamploni, ki je bila pod frankovskim vplivom) je Karel Veliki iz svoja baze v Toulouseu uspel vzpostaviti frankovsko oblast nad Pireneji, tako da je najprej podjarmil pokrajine jugovzhodno od Toulousa (790) in nato ustanovil vazalne grofije južno od Pirenejev. Na Iberskem polotoku je ustanovil Hispansko marko (Marca Hispanica). Leta 794 se v Álavi prvič omenja kot frankovski vazal baskovski mogotec Belasko (arabsko al-Galaški, Galec), Pamplona pa je ostala pod kordovsko oblastjo do leta 806. Belasko in grofije v Hispanski marki so postale pomembna odskočna deska za napad na Al Andaluz. Pohod na Barcelono leta 801 sta vodila grof Viljem Toulouški in Ludvik Pobožni. Karlu je do leta 812 uspelo razširiti karolinško oblast okoli vseh Pirenejev, čeprav so se v tem času dogajali upori, na primer v Pamploni, strmoglavljenje grofa v Aragoniji, odstavitev vojvode Seguina Bordojskega, upor Baskov in manjši upori v vojvodini Gaskonji, ki so si sledili do njegove smrti.

### Bitka na Roncesvallskem prelazu
Po podatkih muslimanskega zgodovinarja Ibn al-Athirja je paderbornska skupščina sprejela predstavnike muslimanskih vladarjev Zaragoze, Girona, Barcelone in Huesca, katerih posesti so bile na robu ozemlja kordovskega umajadskega emirja Abd Al Rahmana I.. Njihovi gospodarji so bili pripravljeni pokloniti se velikemu frankovskemu kralju in so mu ponudili vojaško pomoč. Karel je v ponudbi videl priložnost za širitev krščanstva in svoje oblasti in se odločil za pohod na Iberski polotok. 
Leta 778 je nevstrijska armada prečkala zahodne Pireneje, združena avstrazijska, langobardska in burgundska vojska pa vzhodne Pireneje. Armadi sta se združili pri Zaragozi, kjer sta se Karlu Velikemu poklonila muslimanska vladarja Sulejman Al Arabi in Kasmin Ibn Jusuf, Zaragoza pa se ni vdala. Karel se je za tem spopadel v najtrši bitki v svoji karieri, v kateri so imeli muslimani premoč in so ga prisilili k umiku. Odločil se je, da se vrne domov, ker ni zaupal Baskom, ki jih je razdražil z osvojitvijo Pamplone. Na umiku sta njegova zaščitnica in tren na pirenejskem prelazu Roncesvalles padla v baskovsko zasedo in bila popolnoma uničena. V bitki, ki je bila bolj spopad kot prava bitka, je padlo mnogo pomembnih osebnosti, med njimi senešal Egihard, palačni grof Anzelm in guverner Bretonske marke Roland, naslovni junak Pesmi o Rolandu (La Chanson de Roland).

### Stiki s Saraceni
Karel Veliki je z osvojitvijo Italije prišel v stik s Saraceni, ki so bili v tistem času vladarji Sredozemlja. S Saraceni v Italiji se je ukvarjal Karlov sin Pipin, sam pa je neznano kdaj osvojil Korziko in Sardinijo in leta 799 Balearske otoke. Baleari so bili pogost cilj saracenskih piratov, dokler jih ni grof Genove in Toskane Bonifacij do konca Karlove vladavine pregnal v njihova pristanišča. Karel je imel stike s kalifovim dvorom v Bagdadu. Leta 797 ali morda 801 mu je bagdadski kalif Harun Al Rašid podaril azijskega slona z imenom Abul Abas in uro.

### Vojne z Mavri
V Hispaniji so se spopadi z Mavri vztrajno nadaljevali celo drugo polovico Karlove vladavine. Za hispansko mejo je bil zadolžen njegov sin Ludvik. Njegovi možje so leta 785 zavzeli Girono in razširili svojo oblast na katalonsko obalo. Ozemlje je ostalo pod frankovsko oblastjo do podpisa Corbeilske pogodbe leta 1258. Muslimanski vladarji na severovzhodu Al Andaluza so se stalno upirali oblastem v Córdobi in za pomoč pogosto prosili Franke. Frankovsko ozemlje se je zato počasi širilo na jug, dokler se niso leta 795 mesta Girona, Cardona, Ausona in Urgell združila s Špansko marko znotraj stare vojvodine Septimanije. 
Leta 797 se je guverner Barcelone, največjega mesta v regiji, uprl oblastem v Córdobi in po zlomu upora mesto predal Frankom. Mavri so jo že leta 799 ponovno osvojili, potem pa jo je s celo svojo armado napadel vojvoda Ludvik Akvitanski in jo dve leti oblegal, dokler ni leta 801 kapitulirala. Franki so nadaljevali svoj pritisk proti jugu. Leta 809 so osvojili Tarragono in leta 811 Tortoso. Z zadnjo zmago so dosegli izliv Ebra in si odprli pot v Valencijo in prisili emirja Al Hakima, da je leta 813 priznal njihove osvojitve.

## Pohodi na vzhod

### Saške vojne
Karel Veliki se je med svojo vladavino skoraj neprekinjeno vojskoval.  V bitkah je bil pogosto na čelu elitnih enot svoje telesne straže (scara) z legendarnim mečem Joyeuse v roki. V saških vojnah, ki so trajale trideset let in osemnajst bitk, je podjarmil Saško in nadaljeval prisilno pokristjanjevanje prebivalstva. 
Germanski Sasi so se delili na štiri skupine v štirih regijah. Avstraziji najbližja je bila [[Severno Porenje - 
Vestfalija|Vestfalija]], najbolj oddaljena pa Ostfalija. Med njima je bilo kraljestvo Engrija, severno od njih pa Nordalbingija na začetku polotoka Jutlandija.
Karel je na prvem pohodu leta 773 podjarmil Engrijce in podrl steber Irminsul pri Paderbornu, ki je imel pomembno vlogo v življenju Sasov in germanskem poganstvu. Pohod na Saško je za nekaj časa prekinil Karlov prvi pohod v Italijo. Leta 775 se je vrnil, prodrl skozi Vestfalijo in osvojil trdnjavo Sigiburg. Zatem je skozi Engrijo, kjer je ponovno porazil Sase, vdrl v Ostfalijo in pokristjanil njenega vladarja Hesija. Skozi Vestfalijo se je vrnil v domovino in za seboj pustil vojaška oporišča v Sigisburgu in Erensburgu, ki sta bila pomembni saški utrdbi. Pod Karlovo oblastjo je bila zdaj cela Saška, razen Nordalbingije, saški upori pa se kljub temu niso končali.
Po pohodu v Italijo, na katerem je nameraval podjarmiti vojvodi Furlanije in Spoleta, se je leta 776 na hitro vrnil na Saško, ker so uporniki uničili njegove utrdbe v Erensburgu. Sasi so se morali ponovno ukloniti, njihovemu vladarju Vidukindu pa je uspelo pobegniti na Dansko, od koder je bila njegova žena. Karel je zgradil nov tabor v Karlstadtu. Leta 777 je sklical državno skupščino v Paderbornu, na katerem je nameraval Saško v celoti vključil v svoje kraljestvo. Mnogo Sasov je prestopilo v katoliško vero. 
Spomladi 779. je ponovno napadel Saško in ponovno osvojil Ostfalijo, Engrijo in Vestfalijo. Na skupščini pri Lippeju je ozemlje razdelil na misijonska okrožja in leta 780 tudi sam prisostvoval več masovnim krstom. Saška se je umirila, zato se je vrnil v Italijo. Obdobje miru je trajalo do leta 782.
Leta 782 se je zaradi uporov vrnil na Saško, vzpostavil novo zakonodajo in imenoval grofe, med katerimi so bili tako Franki kot Sasi. Kar se vere tiče, so bili zakoni drakonski. Zakon Capitulatio de partibus Saxoniae, na primer, je predpisoval smrtno kazen za vse poganske Sase, ki so odklonili prestop v katoliško vero. Zakon je sprožil nov val uporov. Karel se je nanje odzval z usmrtitvijo 4.500 Sasov v Verdenu v Spodnji Saški, ki je postala znana kot pokol v Verdenu. Usmrtitev je sprožila tri leta trajajočo krvavo vojno (783-785), v kateri so bili dokončno podjarmljeni tudi Frizijci, velik del njihovega ladjevja pa je bil požgan. Vojna se je končala z Vidukindovim krstom.
Sledilo je sedemletno obdobje miru, ki se je končalo leta 792 z uporom Vestfalcev. Naslednje leto so se jim pridružili Ostfalci in Nordfalci. Upor so Franki zatrli leta 794. Leta 796 je sledil upor Engrijcev, katerega je Karel Veliki s pomočjo krščanskih Sasov in Slovanov hitro zatrl. Zadnji upor svobodomiselnega saškega prebivalstva je bil leta 804, se pravi več kot trideset let po prvem Karlovem pohodu proti njim. Tokrat so bili dokončno podjarmljeni tudi najbolj uporni Nordalbingi. Einhard o tem piše:
Vojna, ki je trajala tako mnogo let, se je končala z njihovim pristankom na pogoje, ki jih je ponudil kralj. Zahteval je opustitev njihovih starih verskih običajev in čaščenja hudiča, sprejem zakramentov krščanskega nauka in vere in združitev s Franki v eno ljudstvo.

### Podreditev Bavarske
Karel Veliki je leta 774 dokončno porazil Langobardsko kraljestvo, prevzel njegovo krono in priključil njegovo ozemlje k svojemu. Papeško državo je vzel pod frankovsko zaščito.   Leta 774 je osvojil tudi vojvodino Spoleto južno od Rima in vojvodino Bavarsko v celoti vključil v svojo državo. Bavarska je kljub temu med slovanskimi ljudstvi še naprej ustanavljanja tributarne marke, zaščitena ozemlja, ki so v zameno za zaščito plačevala davek. Edina sila, ki se je na vzhodu lahko kosala s Franki, so bili Avari, vendar je Karlu uspelo osvojiti obsežna slovanska ozemlja, vključno s Češko, Moravsko, Avstrijo, Slovenijo in Hrvaško.
Leta 789 je obrnil svojo pozornost na Bavarsko in Tasila zaradi domnevnega preloma prisege razglasil za neprimernega vladarja. Obtožbe so bile pretirane, Tasilo pa je bil kljub temu odstavljen in izgnan v samostan Jumièges. Leta 794 so na sinodi v Frankfurtu njemu in njegovi rodbini (Agilolfingi) odvzeli vse pravice do Bavarske in jo razdelili na frankovske grofije, tako kot pred tem Saško.

### Pohodi proti Avarom
Leta 788 so se na ozemlju sedanje Madžarske naselile horde poganskih azijskih Avarov, Einhard jih imenuje Huni, in napadale Furlanijo in Bavarsko. Karel Veliki je bil do leta 790 preveč zaposlen z drugimi zadevami, potem pa se je odpravil ob Donavi na vzhod in opustošil avarsko ozemlje okoli Győra. Langobardska vojska pod Pipinovim poveljstvom je istočasno vdrla v dolino Drave in opustošila Panonsko nižino. Pohod bi se še nadaljeval, če se ne bi leta 792 po sedmih letih miru ponovno uprli Sasi.
Karel se je naslednji dve leti s pomočjo Slovanov ponovno vojskoval s Sasi, Pipin in vojvoda Erik Furlanski pa sta še naprej napadala avarske utrdbe. Njihovo glavno utrdbo sta osvojila kar dvakrat. Vojni plen sta poslala Karlu Velikemu v Aachen, kjer ga razdelil med svoje pristaše in celo tuje vladarje, vključno s kraljem Ofom Mercijskim. Avarski tuduni so kmalu izgubili voljo do vojskovanja in v Aachenu privolili na položaj vazalov in sprejeli krščanstvo. Karel je njihovo vdajo sprejel in jim za vladarja (kagana) poslal pokristjanjenega Avara Abrahama. Abraham je uspešno krotil svoje ljudstvo, dokler niso začeli ostankov avarske države leta 800 napadati Bolgari kana Kruma. 
Leta 803 ja Karel v Panonijo poslal veliko bavarsko vojsko, ki je porazila napadalce, in ukinil Avarsko konfederacijo. Novembra istega leta je odšel v Regensburg, kjer so ga avarski poglavarji priznali za svojega vladarja. Leta 805 je v Aachen prišel pokristjanjen avarski kagan prosit za dovoljenje, da se njegovo ljudstvo naseli jugovzhodno od Dunaja. Ozemlje onkraj Donave (Transdanubija) je postalo in ostalo del Frankovskega kraljestva do prihoda Madžarov leta 899-900.

### Pohodi proti Zahodnim Slovanom
Karel je pričakoval tudi priznanje svojih novih sosedov Slovanov, zato je leta 789 z avstrazijsko-saško vojsko vdrl preko Labe na ozemlje poganskih Obodritov. Slovani pod Vicinovim vodstvom so se nazadnje uklonili. Karel je zatem sprejel tudi vdajo Dragovitovih Veletov. Od njih je zahteval veliko talcev in dovoljenje, da na njihova ozemlja pošlje misijonarje. Z vojsko se je nato odpravil proti Baltiku, kjer je brez sile dobil obilo plena, in se nato obrnil proti Renu. Pokorjeni Slovani so postali njegovi zvesti zavezniki. Ko so leta 795 Sasi ponovno prelomili mirovni dogovor, so jih kot Karlovi zavezniki napadli Obodriti in Veleti. Vicin je v bitki padel. Karel je njegovo smrt maščeval z opustošenjem ostfalskega ozemlja ob Labi. Njegov naslednik Dražko je s svojimi možmi premagal Nordalbinge in njihove voditelje predal Karlu Velikemu. Obodriti so ostali lojalni do Karlove smrti in se kasneje vojskovali tudi proti Dancem.

### Pohodi proti Južnim Slovanom

#### Karantanija
V 6. stoletju so bila plemena v Vzhodnih Alpah zelo kompleksne polietnične tvorbe; povezovala so jih skupna tradicijska jedra in običaji, ki so jih plemena vzela za svoje in jih priznavala. Takšno je bilo tudi pleme Karantancev, ki je bilo nedvomno slovansko, saj neznani avtor Konverzije piše, da so bili Sclavi qui dicuntur Quarantani (Slovani, ki se imenujejo Karantanci). Sestavljeno je bilo iz dveh skupin Slovanov, ki so se konec 6. stoletja naselili v prostor Vzhodnih Alp s severa in z juga, ter Hrvatov, Dudlebov in domačih romaniziranih staroselcev, o čemer pričajo številna krajevna imena. Med njimi so bili morda tudi avarski, bolgarski in germanski drobci.
Kneževina Karantancev (658–828) je bila najstarejša zgodnjesrednjeveška plemenska tvorba, ki se je izoblikovala v vzhodnoalpskem prostoru. Karantancev se ne more preprosto izenačiti s Slovani, ki so se konec 6. stoletja naselili v Vzhodne Alpe. Višjo stopnjo politične organiziranosti je predstavljala marca Vinedorum - krajina Vinedov oziroma Slovanov pod knezom Valukom v drugi četrtini 7. stoletja.
Okrog leta 740 so Karantanijo zelo ogrožali Avari, zato je knez Borut nujno potreboval pomoč. Na furlanske Langobarde ni mogel računati, ker so Slovani iz Kanalske doline ravno v tistem času po več kot sto letih nehali plačevati poseben davek langobardskemu vojvodi Ratchisu, v Čedad pa se je, morda prav zaradi slovanske nevarnosti, malo pred tem umaknil tudi škof iz izpostavljenega mesta Iulium Carnicum (Zuglio v Karniji). Razen tega so poganski Slovani okoli leta 730  opustošili tudi Maksimiljanovo samostansko celico v bavarskem Bischofshofnu. Borut je kljub temu za pomoč zaprosil bavarskega vojvodo Odila. Karantanci so s pomočjo Bavarcev premagali Avare, vendar so morali hkrati priznati bavarsko nadoblast. Za njihovo zvestobo so jamčili talci, med njimi Borutov sin Gorazd in nečak Hotimir, ki so jih odpeljali na Bavarsko.
Po Borutovi smrti se je leta 749 z dovoljenjem Frankov v Karantanijo vrnil Gorazd in postal knez, vendar je že čez tri leta umrl. Nasledil ga je njegov bratranec Hotimir. Med njegovo vladavino se je začelo pokristjanjevanje Karantancev in več njihovih uporov proti cerkvenim ustanovam, ki jih je dokončno prekinil vojaški poseg bavarskega vojvode Tasila III. leta 772. Karantanski knez je postal Valtunk.

#### Širjenje Frankov proti jugovzhodu
Franki so se s podreditvijo in priključitvijo langobardske države leta 774 prvič neposredno srečali z Avari.  Meja med njimi ni bila ozka črta, ampak širok pas nikogaršnjega ozemlja, in je verjetno potekala po razvodju med Savo in Sočo in obširnih gozdovih, ki so tvorili veliko pregrado med Ljubljansko kotlino in Krasom.
Karel Veliki je dvanajst let zatem (788)  odstavil še zadnjega bavarskega vojvodo Tasila III. in s tem pod svojo neposredno oblast poleg Bavarcev dobil tudi njim podrejene Karantance.
Od spodnjeavstrijske Donave na severu do Furlanije na jugu so se začeli prvi frankovski spopadi z Avari in frankovske zmage. Obe področji sta bili strateški izhodišči za veliko frankovsko ofenzivo leta 791, s katero se je začela vojna, v kateri so nameravali Franki zdrobiti moč Avarov. Glavnina frankovske vojske pod osebnim poveljstvom Karla Velikega je ob Donavi prodrla vse do Rabe. Pohoda se je udeležil tudi Vojnomir, kot se zdi načelnik Slovanov živečih na območju današnje osrednje Slovenije. Po zmagi nad Avari so Franki zasedli celo severno Dalmacijo, Slavonijo in Panonijo.
Gospostvo nad ostalo Dalmacijo je nameraval razširiti frankovski poveljnik Erik Furlanski. Po poročilih sodobnih avtorjev je bil ubit v zasedi pri Trsatu.
Slovane zahodno od Avarskega kaganata, zlasti Karantance in Karniolce, so podjarmili Langobardi in Bavarci, vendar jih niso nikoli v celoti vključili v frankovsko državo.

## Imperij

### Kronanje
Leta 799 so novoizvoljenega papeža Leona III. napadli njegovi politični nasprotniki in ga hoteli telesno onesposobiti. Leonu je uspelo pobegniti h Karlu Velikemu v Paderborn in ga prositi za posredovanje v Rimu in ponovno vzpostavitev njegove oblasti. Karel se je po nasvetu učenjaka Alkuina Yorškega novembra 800 odpravil v Rim in 1. decembra sklical cerkveni zbor, kjer je bilo odločeno, da nobena posvetna oblast ne more soditi papeža. Čeprav to ni pomenilo, da je Leon nedolžen, je bila zarota proti njemu nesprejemljiva in obtožbe nične. Leon je 23. decembra opravil prisego nedolžnosti in pri božični maši 25. decembra pred oltarjem klečečega Karla v baziliki sv. Petra kronal za imperatorja Rimljanov (Imperator Romanorum). To imenovanje je pomenilo, da ima Karel oblast nad vsem bivšim Rimskim cesarstvom, zahodnim in vzhodnim. Papež je na ta način zanikal legitimnost bizantinske cesarice Irene, ki je bila polnomočna vladarica Vzhodnega Rimskega cesarstva, a je evropska srednjeveška miselnost ni upoštevala, v kolikor ženska.
»Ko je Odoaker prisilil k odstopu cesarja Romula Avgustula, s tem ni razpustil Zahodnega rimskega cesarstva kot posebne države, ampak ga je združil oziroma zlil z Vzhodnim rimskim cesarstvom, ki je bilo od takrat en sam in nedeljiv Rimski imperij. Tako sta menila tudi papež Leon in Karel Veliki, zato kronanje Karla Velikega za cesarja po njunem mnenju ni pomenilo niti ločitve Vzhoda in Zahoda niti upora proti vladajočemu suverenu, ampak zakonito zapolnitev prostora odstavljenega cesarja Konstantina VI.. Karel Veliki torej ni postal naslednik Romula Avgustula, ampak Konstantina VI..«
Karlovo kronanje za cesarja, ki so ga poskušali prikazati kot nadaljevanje neprekinjene linije cesarjev od Avgusta do Konstantina VI., je povzročilo nastanek dveh ločenih cesarstev, ki sta bili pogosto sovražni, in dveh ločenih zahtevkov po cesarski oblasti. V naslednjih stoletjih sta imela cesarja Vzhoda in Zahoda pogosto zahteve po oblasti nad obema cesarstvoma kot celoto.

### Razprave o kronanju
Zgodovinarji že več stoletij razpravljajo, ali je Karel vedel za papeževo namero, da ga bo kronal za cesarja, in zakaj je naslov sprejel.
Einhard  pravi, da Karel Veliki ni vedel, da ga namerava papež kronati za cesarja, in trdi, da tega sploh ni želel: 
»... sprva je imel (do kronanja) takšen odpor, da je izjavil, da tistega dne, ko je bil kronan, ne bi vstopil v cerkev, čeprav je bil velik praznik, če bi vedel za papežev načrt.«
Številni sodobni znanstveniki trdijo, da je Karel vedel za kronanje, saj zagotovo ni mogel spregledati z dragulji okrašene krone, ki ga je čakala na oltarju, ko je prišel k molitvi. Trditev podpirajo tudi sodobni viri, ti temeljijo na natančnih analizah dogodkov.
Roger Collins poudarja, da je imelo Karlovo sprejetje cesarskega naslova predvsem romantično in zgodovinsko ozadje in da je bila želja po oživitvi Rimskega cesarstva zelo malo verjetna. Na prelomu 9. stoletja so tako Franki kot katoliška cerkev na klasično nasledstvo Rimskega cesarstva gledali z nezaupanjem. Franki so bili ponosni, da so se »borili (proti Rimskemu cesarstvu) in s svojih ramen odvrgli njegov težak jarem«, in na »znanja, pridobljena pri krstu, odeta z zlatom in dragim kamenjem teles svetih mučencev, ki so jih Rimljani ubili z ognjem, mečem in divjimi živalmi« kot je zapisal Pipin Mali  v svojem zakoniku leta 763 ali 764.
Novi naslov je s seboj prinesel tudi tveganje, da bi novi cesar »lahko naredil drastične spremembe v tradicionalnem slogu in postopkih vladanja« ali »usmeril vso svojo pozornost predvsem na Italijo oziroma Sredozemlje«, kar bi lahko ogrozilo frankovski primat.
Za papeža in Karla Velikega je Rimsko, se pravi Bizantinsko cesarstvo, v tistem času še vedno pomenilo veliko politično silo in posedovalo znaten del Italije, čigar meje niso bile prav daleč od Rima. Njegova prestolnica je bil Konstantinopel, nekdanji Bizanc, prebivalci in vladarji pa Grki. Cesarstvo je bilo helensko, vendar trenutno brez cesarja. Karel si je torej pravice rimskega cesarja v Konstantinoplu prilastil, in to predvsem na osnovi naslednje papeževe sodbe:
»Kdo lahko sodi (papežu)? Z drugimi besedami, kdo je kvalificiran, da sodi o Kristusovem namestniku? V normalnih okoliščinah bi na to vprašanje lahko odgovoril samo cesar v Konstantinoplu, vendar njegovo mesto sedaj zaseda Irena, zloglasna cesarica, ki je dala oslepiti in umoriti svojega lastnega sina.«
Za Leona in Karla je bilo to pravzaprav nepomembno. Zanju je bilo dovolj že to, da je bila ženska. Po salijski tradiciji ženska ni bila sposobna vladati in je bila zato izločena iz vsakega odločanja. Za Zahodno Evropo je bil rimski prestol prazen, Irenina zahteva po njem pa nepotreben dokaz, kako daleč je tako imenovani Rimski imperij propadel.
Za papeža v tistem času torej »ni bilo nobenega živega cesarja«. Henri Pirrene temu ugovarja in pravi, da »kronanje v nobenem smislu ni bilo razloženo z dejstvom, da v Konstantinoplu vlada ženska«, vendar bi bilo tako mišljenje v skladu s takratno miselnostjo in s salijsko kulturo. Papež je torej na nenavaden način ustvaril novega cesarja. To je bila politična poteza, ki je na eni strani odškodovala Karla Velikega za posredovanje pri rimski aristokraciji, po drugi strani pa je odgovorila na stare probleme krščanskih liturgij. Papeštvo je bilo že od leta 727 v sporu z Ireninimi predniki zaradi številnih zadev, predvsem zaradi ikonoklazma – uničevanja krščanskih svetih podob. Treba je tudi upoštevati, da je bila posvetna oblast Bizantinskega cesarstva v srednji Italiji po letu 750 popolnoma odpravljena.
Papež si je s podelitvijo cesarske krone Karlu Velikemu hkrati brez zakonske osnove »prilastil pravico do imenovanja cesarja Rimljanov, ustvaril cesarsko krono kot svoje osebno darilo in si odobril prikrito premoč nad cesarjem, katerega je ustvaril. Ker so bili Bizantinci v vseh pogledih – političnem, vojaškem in doktrinarnem, za ta položaj povsem neprimerni, je moral izbrati zahodnjaka, ki je bil s svojo modrostjo, državništvom in velikostjo svojih posesti, najmanj za glavo višji od svojih sodobnikov«. 
S Karlovim kronanjem je torej Rimski imperij s Karlom kot cesarjem ostal nedeljiv, dokler je zanj skrbel (vsaj) eden od njiju – Leon ali Karel, čeprav je bilo kronanje do neke mere sporno in nezakonito in so ga spodbijali v Konstantinoplu.
Kako realno sta Karel in/ali papež ocenjevala, da bo Konstantinopel kdaj sprejel kralja Frankov za svojega cesarja, je težko reči. Alcuin v svojih pismih z upanjem govori o krščanskem imperiju (Imperium Christianum), v katerem bi, tako kot v Rimskem cesarstvu, prebivalce združevalo enotno rimsko državljanstvo in enotna krščanska vera. Imperium Christianum je na več kasnejših cerkvenih zborih po celi Evropi dobil tudi podporo oglejskega patriarha Pavlina.
Iz zapisov bizantinskega letopisca Teofana je razvidno, da je Karel takoj po kronanju poskušal prevzeti tudi bizantinski prestol, da je v Konstantinopel poslal svoje predstavnike s ponudbo za svojo poroko s cesarico Ireno Atensko in da je se je Irena nanjo dokaj ljubeznivo odzvala.
Ob tem je pomembno razlikovati med univerzalističnim in lokalističnim pojmovanje cesarstva, ki sta bila med zgodovinarji pogost predmet prerekanj. Po prvem je bilo cesarstvo univerzalna monarhija, zveza držav s celega sveta, »ki sublimno presega vse majhne razlike, cesar pa je upravičen do poslušnosti krščanstva«. Po drugi cesar ni imel ambicij do svetovne prevlade. Njegova politika je bila omejena na enak način kot politika drugih vladarjev, ko je sprejel bolj daljnosežne ukrepe, pa jih je seveda moral braniti pred napadi papeža ali bizantinskega cesarja. 
V skladu s tem pogledom je nastanek cesarstva mogoče razložiti s posebnimi lokalnimi okoliščinami in ne s kakšnimi daljnoosežnimi teorijami.
Po mnenju Wernerja Ohnsorgea so v Bizantinskem cesarstvu germanske kneze dolgo časa imeli za duhovne sinove Bizantincev. Mnenje, ki je bilo v 5. stoletju za Franke morda sprejemljivo, je v 8. stoletju veljalo za provokacijo in nesramnost. Karel je prišel do spoznanja, da veliki rimski cesar, ki je zase zahteval vrhovni položaj v svetovni hierarhiji, v resnici ni bil večji kot Karel sam, se pravi kralj kot drugi kralji, katere so od leta 629 naslavljali z basileus (kralj). Ohnsorge je odkril, da je bil na Karlovem uradnem pečatu, ki ga je uporabljal od leta 772 do 813, napis Christe, protege Carolum regem (Kristus, varuj Karla, kralja Frankov), se pravi, da ga po kronanju za cesarja ni zamenjal s posebnim cesarskim pečatom. To pomeni, da se je Karel imel predvsem za kralja Frankov in želel samo veličino frankovskega ljudstva. In ne nazadnje Ohnsorge poudarja, da je Karel spomladi 813 v Aachnu kronal svojega najmlajšega in edinega še živečega sina Ludvika za cesarja brez papeževega ugovora in samo s soglasjem Frankov. Način imenovanja ni bil več rimski, ampak frankovsko-krščanski, kar dokazuje tako neodvisnost od Rima kot frankovsko razumevanje cesarstva, ki se je razlikovalo od rimskega.

### Cesarski naslov
Karel je izkoristil nastale okoliščine in prevzel vlogo obnovitelja Rimskega cesarstva, ki je pod bizantinsko oblastjo očitno povsem razpadlo. Po letu 801 se je v uradnih dokumentih začel naslavljati s Karolus serenissimus Augustus a Deo coronatus magnus pacificus imperator Romanum gubernans imperium (Karel, najsvetlejši avgust, kronan od boga, velik, miroljubljen cesar, vladar Rimskega cesarstva) ali bolj neposredno Imperator Romanorum  (cesar Rimljanov).
Naslov cesarja je ostal v Karolinški rodbini še dolgo po Karlovi smrti, vendar so delitev ozemlja in vojne za vrhovno oblast v frankovski državi njegovo moč zelo oslabile in omejile. Papeštvo samo ni nikoli niti pozabilo naslova niti se odreklo pravici do njegovega podeljevanja. Ko v Karlovi rodbini ni bilo več nobenega močnega naslednika, so začeli papeži naslov podeljevati tistim italijanskim mogotcem, ki so jim nudili najboljšo zaščito pred lokalnimi ovražniki. Takšna politika je privedla do mrtvila, ki je trajalo od leta 924 do 962. Tega leta je bil za cesarja kronan Oton I., ki se je imel za naslednika Karla Velikega. Cesarstvo se je kot Sveto rimsko cesarstvo in nasledstvo Karla Velikega obdržalo skoraj tisoč let.

### Diplomacija
Ikonoklazem bizantinske Izavrijske dinastije so Franki odobravali. Drugi nicejski koncil med vladavino cesarice Irene je ponovno dovolil čaščenje ikon. Tega cerkvenega koncila Karel Veliki ni priznal, ker nanj niso bili povabljeni frankovski predstavniki, čeprav je vladal v več kot treh provincah starega Rimskega cesarstva in imel enak položaj kot bizantinski cesar. Medtem, ko je papež podprl ponovno uvedbo čaščenja ikon, se je sam politično oddaljil od Bizanca. Zagotovo je želel povečati vpliv papeštva, spoštovanje do njihovega odrešitelja Karla Velikega in rešiti ustavna vprašanja, ki so najbolj mučila evropske pravnike v času, ko Rim ni bil v rokah cesarja. Karlov sprejem cesarskega naslova v očeh Frankov in Italijanov ni bila uzurpacija položaja, čeprav so ga kot takega videli v Konstantinoplu. Proti njemu sta protestirala tako Irena kot njen naslednik Nikifor I., vendar brez večjega uspeha. 
Bizantinci so v Italiji še vedno posedovali znatna ozemlja: Benetke, oziroma tisto, kar je ostalo od Ravenskega eksarhata, Reggio v Kalabriji, Brindisi v Apuliji in Neapelj (Ducatus Neapolitanus). Ta ozemlja so ostala izven frankovske oblasti vse do leta 804, ko so Benečani zaradi notranjih sporov prenesli svoje fevdne dolžnosti na Železno krono Pipinovega sina Pipina. Pax Nicephori se je končal. Nikifor je s svojim ladjevjem opustošil zahodno jadransko obalo in sprožil vojno med Bizantinci in Franki. Vojna je trajala do leta 810, ko je probizantinska struja v Benetkah vrnila mesto bizantinskemu cesarju, cesarja pa sta sklenila mir. Karel Veliki je dobil Istro in leta 812 priznanje cesarskega položaja od cesarja Mihaela I. Rangaba, čeprav morda ne kot cesarja Rimljanov.

### Napadi Dancev
Po osvojitvi Nordalbingije se je frankovska meja pomaknila do Skandinavije. Poganski Danci, naseljeni na polotoku Jutland, so od saškega poglavarja Vidukinda in njegovih zaveznikov, ki so se med Karlovimi pohodi proti poganskim Sasom pogosto zatekli k njim, slišali mnogo zgodb o nevarnih Frankih in besu njihovega krščanskega kralja, ki bi ga lahko usmeril tudi proti poganskim Dancem. 
Danski kralj Godfred je leta 808 na zemeljski ožini med Dansko in Schleswigom zgradil mogočen, trideset kilometrov dolg zemljen okop  Danevirke, ki je zadnjič služil v dansko-pruski vojni leta 1864. Okop je uspešno ščitil Dansko pred Franki in dal Godfredu priložnost, da je s piratskimi napadi pustošil po Friziji in Flandriji. Danci so podjarmili frankovske zaveznike Velese in se vojskovali z Arboriti. 
Godfred se je med napadom na Frizijo šalil, da bo obiskal Aachen, vendar je bil pred tem umorjen. Morilec je bil ali frankovski plačanec ali eden od njegovih mož. Godfreda je nasledil nečak Heming, ki je leta 811 v Heiligenu s Karlom Velikim podpisal mirovno pogodbo.

### Smrt
Karel je leta 813 na dvor poklical Ludvika Pobožnega, kralja Akvitanije in edinega še živega sina, ga lastnoročno kronal za socesarja in poslal nazaj v Akvitanijo. Jesen je preživel na lovu in se 1. novembra vrnil v Aachen. Januarja je dobil vnetje poprsnice in v globoki depresiji zlasti številnih neizpolnjenih načrtov 21. januarja obležal. Eindard o tem pravi:
Umrl je 28. januarja, osmi dan potem, ko je obležal, ob deveti uri zjutraj, potem ko je prejel sveto obhajilo. Umrl je v dvainsedemsetem letu življenja in sedeminštiridesetem letu svoje vladavine.
Pokopali so ga še isti dan v aachenski stolnici, čeprav zaradi hladnega vremena in narave njegove bolezni to ni bilo potrebno. Najstarejšo ohranjeno žalostinko, Planctus de obitu Karoli, je spisal menih is opatije Bobbio, ki je bila pod Karlovo zaščito. Oton Lomelski, aachenski dvorni grof med vladavino Otona III., pravi, da je cesar odprl Karlov grob. Karel je sedel na prestolu, nosil krono in držal žezlo. Njegovo telo je bilo skoraj nepoškodovano. Leta 1165 je grob ponovno odprl cesar Friderik I. in cesarjevo telo položil v sarkofag pod tlemi stolnice. Leta 1215 je cesar Friderik II. Karlove posmrtne ostanke prenesel v skrinjico iz zlata in srebra. 
Karlova smrt je močno prizadela veliko njegovih podložnikov, zlasti tiste iz literarnega kroga, ki ga je obkrožal na aachenskem dvoru. Neznani menih iz opatije Bobbio je o tem zapisal:
Od dežel, kjer sonce vzhaja, do zahodnih obal, ljudje jokajo in tarnajo... Franki, Rimljani, vsi kristjani, so odeti v črnino in v velikih skrbeh... mladi in stari, slavni plemiči, vsi obžalujejo izgubo svojega cesarja... svet objokuje Karlovo smrt... o, Kristus, ki vladaš nebeški vojski, podeli mu miren kraj v svojem kraljestvu.
Karla je nasledil edini še živi sin Ludvik, kronan preteklega leta. Karlov imperij kot celota je trajal samo še naslednjo generacijo. Po Ludvikovi smrti je bil, skladno z običaji, razdeljen med njegove sinove Lotarja, Pipina in Ludvika, ki so postavili temelje sodobne Nemčije in Francije.
Aachen kot kraj pogreba organizira Nagrado Karla Velikega, kjer nagrajuje povezovalce evropskega prostora že preko 60 let.

## Uprava
Karel Veliki je izpeljal več pomembnih reform: denarno, upravno, vojaško, kulturno in cerkveno in bil vodilna osebnost v tako imenovani karolinški renesansi.

### Vojska
Za Karlovo vojsko je dolgo veljalo prepričanje, da je njena premoč temeljila na revoluciji v težki konjenici, ki jo je v 730. letih uvedel Karel Martel. To ni moglo biti povsem res, ker so streme, ki je omogočalo napad s težko konjeniško sulico, v Frankovskem kraljestvu uvedli šele v poznem 8. stoletju. Karlovi vojaški uspehi so temeljili predvsem na novostih v oblegovalnih tehnologijah in izvrstni logistiki.
V Karlovem obdobju je frankovska vojska uporabljala veliko konj, ki so omogočali hitre premike vojske na velike razdalje, kar je bilo v tako velikem cesarstvu še kako pomembno. 

### Gospodarske in denarne reforme
Karel Veliki je imel pomembno vlogo pri določanju gospodarske prihodnosti takratne Evrope. Nadaljeval je očetove reforme in ukinil denarni sistem, ki je temeljil na zlatem suju, in skupaj z anglosaškim kraljem Ofom Mercijskim uvedel novega, ki ga je začrtal Pipin. Opustitev zlate podlage je imela več pragmatičnih razlogov, zlasti pomanjkanja zlata. 
Pomanjkanje zlata je bilo neposredna posledica sklenitve miru z Bizantinskim cesarstvom, s katerim sta Benetke in Sicilija pripadli Bizantinskemu cesarstvu, z njima pa so Franki izgubili tudi njihove trgovske povezave z Afriko. Standardizacija in harmonizacija zapletenega sistema valut, katerega je Karel nasledil ob prihodu na oblast, je zelo poenostavila blagovno menjavo.
Karel je uvedel nov denarni standard, karolinško livro (livre carolinienne, iz latinskega libra, funt), ki je temeljila na funtu srebra, vrednem 20 sujev (iz latinskega solidus, sold) oziroma 240 deniejev (iz latinskega denarius, denarij). Karolinška livra je bila predvsem obračunska vrednost in se ni nikoli kovala. V Karlovem obdobju so bili v obtoku edino denieji.
Karel Veliki je v neurejeni zbirki zakonov in predpisov Capitulare de villis (vel curtis imperii), objavljeni leta 802, postavil načela računovodstva, po katerih so morali vsi lokalni vladarji dokumentirati vse svoje dohodke in izdatke.
Na začetku vladavine je taktično dovolil Judom, da so monopolizirali posojanje denarja, potem pa jim je zaradi cerkvenih zakonov in verskega prepričanja večine podložnikov s Kapitularijem za Jude (Capitula de Judaeis) leta 814 posojanje denarja za obresti prepovedal. Sklep je bil v popolnem nasprotju z njegovo prejšnjo politiko.
Karel je poleg številnih makroekonomskih reform uvedel tudi veliko mikroekonomskih, na primer neposreden nadzor nad cenami in davki za določeno blago in usluge.
Kapitularij za Jude ni poosebljal Karlovih splošnih gospodarskih odnosov in njegove drže do Judov, niti tiste na začetku vladavine niti tiste, ki se zazvila kasneje. Njegov osebni zdravnik, na primer, je bil Jud. Najmanj en Jud, Izak, je bil njegov osebni odposlanec pri muslimaskem kalifu v Bagdadu. Iz Karlove korespondence je razvidno, da je zaradi gospodarskih razlogov s svojo napredno politiko na splošno vabil Jude, da se naselijo v njegovem kraljestvu.
Karel je svoj sistem uvedel v večjem delu evropske celine, njegove standarde pa so brez prisile uvedli tudi v večjem delu Anglije. Po njegovi smrti je sistem kovanja denarja v celinskem delu Evrope razpadel. V Evropi so začeli in približno do leta 1100 uporabljali zelo kakovostne angleške kovance.

### Reforme v izobraževanju
Za del Karlovih vojaških, upravnih in vladarskih usehov je zaslužna njegova občudovanja vredna želja po učenju in izobraževanju. Obdobje njegove vladavine se zaradi razcveta učenosti, književnosti, umetnosti in arhitekture pogosto imenuje karolinška renesansa. Karel je imel stike tudi z drugimi kulturami in učenostmi, zlasti z mavrsko Španijo, anglosaško Anglijo in langobardsko Italijo. V tem času se je v Franciji zelo povečalo število samostanskih šol in skriptorijev. 
Večino ohranjenih del, pisanih v klasični latinščini, so prepisali in ohranili karolinški učenjaki. Za Karla Velikega so delali učenjaki iz cele Evrope: Anglosas Alkuin iz Yorka, Vizigot Teodulf, verjetno iz Septimanije, Pavel Diakon iz Lombardije, rojen verjetno v Čedadu, Italijana Perer iz Pise in Pavlin iz Ogleja in Franki Angilbert, Angilram, Einhard in Valdo iz Reichenaua. 
Na dvoru je spodbujal svobodne umetnosti in zahteval, da morajo biti njegovi otroci in vnuki dobro izobraženi. Učil se je tudi sam, v času, ko se tudi tisti vladarji, ki so promovirali izobraževanje, sami niso izobraževali. Med njegovimi učitelji so bili Peter iz Pise za slovnico, Alcuin za retoriko, dialektiko (logiko) in astronomijo, zanimalo ga je zlasti gibanje zvezd, in Einhard za aritmetiko.
Einhard pravi, da je bila Karlova največja pomanjkljivost, da ni znal pisati. Ko se je na stara leta poskušal naučiti pisanja, je to delal v prostem času v postelji. Pisal je po knjigah in voščenih tablicah in jih skrival pod blazino. Njegov trud je bil prepozen in precej neuspešen. Vprašljivo je bilo tudi njegovo branje, ki ga niti Einhard niti drugi viri sploh ne omenjajo.
Okoli leta 800 je razširil hostel v Muristanu v Jeruzalemu in mu dodal knjižnico, osebno pa tam zagotovo ni bil.

### Cerkvene reforme
Za razliko od svojega očeta Pipina in strica Karlmana je Karel razširil program cerkvenih reform. Poglobitev duhovnega življenja je imel za osrednji element javnega reda in kraljevega vladanja. Njegove reforme so bile osredotočene na krepitev moči cerkvenih struktur, izboljšanje strokovnega znanja in moralnosti klerikov, poenotenje bogoslužja, izboljšanje osnovnih načel vere in morale in preganjanje poganstva. Svoje pristojnosti je z države razširil tudi na cerkev. Lahko je discipliniral duhovnike, nadziral cerkveno premoženje in opredeljeval cerkveno doktrino. Kljub ostri zakonodaji in uvedenim spremembam je dosegel veliko podporo duhovništva, ki je želelo poglobiti pobožnost in moralo svojih vernikov.
Leta 809/810 je v Aachnu sklical cerkveni koncil, ki je potrdil enotno prepričanje v katoliški cerkvi, da Sveti duh izhaja iz Očeta in Sina (ex Patre Filioque)  in ne samo iz Očeta, kar je sprejel ekumenski koncil v Konstantinoplu leta 381. Papež Leon III.  je sklep odobril in potrdil. Svoje nestrinjanje s sklepi koncila v Konstantinoplu je izkazal z izpisom izvirnega besedila v grškem in latinskem jeziku na dva težka ščita, ki visita v baziliki sv. Petra v Rimu.

### Reforme pisave
Med Karlovo vladavino sta se rimska poluniciala in njena kurziva, iz katerih so se razvile različne evropske minuskule, začeli kombinirati z elementi iz otoških pisav, ki so bile v rabi zlasti v irskih in angleških samostanih. Karolinška minuskula je nastala delno tudi pod pokroviteljstvom Karla Velikega. Glavni vpliv nanjo je imel verjetno Alkuin iz Yorka, ki je vodil dvorno šolo in skriptorij v Aachenu. 
Revolucionarnost karolinških reform je verjetno pretirana, saj so se spremembe začele že pred Alkiunovim prihodom v Aachen. Karolinška minuskula se je začela širiti iz Aachena in kasneje iz zelo vplivnega skriptorija v Toursu, kamor se je Alkuin umaknil po upokojitvi.

### Politične reforme
Karel Veliki je uvedel več reform državne uprave, vendar je obdržal tudi številne stare običaje, na primer delitev kraljestva (divisio regnorum)  med svoje sinove.

#### Organizacija
Karolinški kralji so uvljavljali pravico do vladanja in poveljevanja. Bili so vrhovni razsodniki, zakonodajalci, poveljniki vojske in zaščitniki cerkve in revnih. Karlova državna uprava je bila poskus organiziranja kraljestva, cerkve in plemstva, ki ga je obkrožalo, vendar je bila v veliki meri odvisna od učinkovitosti, lojalnosti in podpore podložnikov.

#### Delitev cesarstva
Leta 806 je Karel prvič predvidel tradicionalno delitev cesarstva po svoji smrti. Karlu Mlajšemu je dodelil Avstrazijo, Nevstrijo, Saško, Burgundijo in Turingijo. Pipinu je dal Italijo, Bavarsko in Švabsko, Ludviku pa Akvitanijo, Špansko marko in Provanso. Cesarskega naslova ob tem ni omenjal, kar kaže, da ga je v tistem izjemnem obdobju imel za častnega in nepomembnega v dednih poslih. 
Takšna delitev cesarstva bi morda delovala, vendar ni bila nikoli preskušena, ker je leta 810 je umrl Pipin, leto kasneje pa še Karel Mlajši. Karel Veliki je ponovno pretehtal svojo odločitev in leta 813 kronal najmlajšega sina Ludvika za socesarja in sokralja Frankov. Podelil mu je polovico cesarstva, drugo polovico pa bi nasledil po Karlovi smrti. Edini del, ki mu ga ni obljubil, je bila Italija, ki jo je zapustil Pipinovenu nezakonskemu sinu Bernardu.

## Osebnost

### Jezik
V Karlovih časih se je francosko narečje že precej oddaljilo od latinščine. Trditev dokazuje ena od uredb cerkvenega koncila v Toursu leta 813, ki zahteva, da župniki pridigajo bodisi v romanskem (rusticam Romanam linguam)  ali germanskem (theotiscam) narečju namesto v latinščini. Cilj predpisa je bil narediti pridige razumljive preprostemu romansko ali germansko govorečemu prebivalstvu. Materni jezik Karla Velikega je bilo najverjetneje rensko frankonsko narečje stare visoke nemščine.
Poleg domačega jezika je govoril tudi latinsko in razumel nekaj grškega. Einhard o tem piše, da je Grecam vero melius intellegere quam pronuntiare poterat, kar pomeni, da je grščino razumel bolje, kot jo je govoril.
Večinoma izmišljeni Psevdo-Turpinov opis Karlovega pohoda na Iberski polotok, napisan približno tri stoletja po Karlovi smrti, je navdahnil legendo, da je govoril tudi arabsko.

### Videz
Karlov videz je dobro opisal njegov družabnik Einhard, ki je po Karlovi smrti napisal njegov življenjepis Vita Karoli Magni (Življenje Karla Velikega). V dvaindvajsetem poglavju pravi:
Bil je krepko grajen, močan in precej postaven, čeprav ne izjemno, ker je njegova višina sedem krat večja od dolžine njegovega stopala. Imel je okroglo glavo, velike in živahne oči, nekoliko večji nos kot običajno, bele, a še vedno privlačne lase, jasen in veder izraz in kratek in debel vrat. Užival je v dobrem zdravju, razen vročice, ki ga je prizadela v zadnjih letih življenja. Proti koncu življenja je za seboj vlekel eno nogo, vendar je tudi takrat trdovratno počel, kar je hotel in ni poslušal nasvetov osovraženih zdravnikov, ki so ga hoteli prepričati, naj neha jesti pečeno meso, ki ga je običajno jedel, ampak naj bo zadovoljen s kuhanim.
Einhardov opis potrjujejo sodobne raziskave. Leta 1861 so odprli njegov grob in z rekonstrukcijo njegovega okostja ocenili, da je bil visok približno 195 cm. Iz rentgenskih in CT raziskav njegove golenice opravljenih leta 2010 so pa ocenili, da je bil visok 184 cm. Po višini je spadal med odstotek najvišjih moških svojega časa, ki so bili v povprečju visoki 169 cm. Širina golenice kaže, da je bil vitek in ne robusten mož.

### Oblačenje
Karlova oblačila je dobro opisal njegov biograf Einhard:
Nosil je tradicionalna, se pravi frankovska oblačila: platneno srajco in platnene hlače, čeznje pa tuniko, obrobljeno s svilenimi resami. Spodnje okončine so mu pokrivale hlačnice, povezane z jermeni, stopala pa čevlji. Ramena in prsi mu je ščitil tesno prilegajoč se plašč iz vidrinih ali kunjih kož.
Nosil je modro ogrinjalo in vedno tudi meč z zlatim ali srebrnim ročajem. Na banketih in diplomatskih sprejemih je nosil meče, razkošno okrašene z dragimi kamni.
Kljub temu, da je bil postaven, je preziral tuja oblačila in si ni dovolil, da bi jih nosil. Izjemoma je v Rimu dvakrat oblekel rimsko tuniko, hlamis in čevlje, prvič na papeževo zahtevo in drugič, da bi razveselil Hadrijanovega naslednika Leona.
Ob slavnostnih priložnostih in ko je bilo potrebno, je nosil izvezena in z dragulji okrašena oblačila in čevlje. Na ogrinjalu je imel zlato zaponko, na glavi pa velik diadem. Takšno oblačenje je preziral in se je raje oblačil kot preprosti ljudje.

## Družina

### Poroke in otroci
Karel Veliki je imel z osmimi od deset znanih žena ali priležnic osemnajst otrok, vendar samo štiri zakonite vnuke -  štiri sinove svojega četrtega sina Ludvika. Vnuk Bernard Langobardski, sin Karlovega tretjega sina Pipina Langobardskega, je bil nezakonski, vendar je bil vključen v nasledstveno linijo. Med Karlove naslednike spadajo tudi Habsburžani in Plantageneti.
Okoli leta 768 je imel razmerje s Himiltrudo, katero nekateri opisujejo kot priležnico, drugi pa kot zakonsko ženo ali Fridelehe.  Po poroki s Deziderato jo je odslovil. Z njo je imel sina 
- Pipina Grbastega (okoli 769-811).

Leta 770 se je poročil z Deziderato Langobardsko, hčerko kralja Deziderija Langobardskega, in že naslednje leto zakon razdrl. 
Druga Karlova zakonska žena je bila Hildegarda Vinzguvska (757/758-783), s katero se je poročil okoli leta 771. Z njo je imel devet otrok:
- Karla Mlajšega (okoli 772-4. december 811), vojvodo Majne in od 25. decembra 800 kralja Frankov.
- Karlmana, ki se je kasneje preimenoval v Pipina (april 773-8. julij 810), kralja Italije.
- Adalhajdo (774), rojeno med vojnim pohodom v Italijo. Po rojstvu so jo poslali domov, vendar je pred prihodom v Lyon umrla.
- Rotrudo ali Hruodrudo (775–6. junij 810).
- Ludvika (778–20. junij 840), Lotarjevega dvojčka, od leta 781 kralja Akvitanije, leta 813 kronanega za socesarja in leta 814 za cesarja Frankov.
- Lotarja, (778–6. februar 779/780), Ludvikovega dvojčka, ki je že v otroštvu umrl.
- Berto (779–826),
- Gizelo (781–808) in
- Hildegardo (782–783).

Okoli leta 773 je imel prvo znano konkubino Gersuindo, s katero je imel hčerko 
- Adaltrudo (rojeno 774).

Okoli leta 774 je imel drugo znano konkubino Madelgardo, s katero je imel hčerko 
- Ruodhajdo (775–810), opatinjo samostana Faremoutiers.

Okoli leta 784 se je poročil s tretjo ženo Fastrado, ki je leta 794 umrla. Z njo je imel hčerki 
- Teodrado (784), opatinjo v Argenteuilu, in
- Hiltrudo (787).

Okoli leta 794 se je poročil s četrto ženo Luizgardo, s katero ni imel otrok.
Okoli leta 800 je imel četrto znano priležnico Regino, s katero je imel sina 
- Drogo, od leta 823 škofa Metza in opata samostana Luxeuil, in
- Huga (802–844), nadkanclerja cesarstva.

Okoli leta 804 je imel peto znano priležnico Etelindo, s katero je imel sina
- Rihboda (805–844), opata Saint-Riquierja in
- Teodorika (807).

### Družinsko drevo
|  |                     |  |  |  |  |  |  |  |  |  |  |  |  |  |  |  |
|  | 16. Ansegisel       |  |  |  |  |  |  |  |  |  |  |  |  |  |  |  |
|  |                     |  |  |  |  |  |  |  |  |  |  |  |  |  |  |  |
|  |                     |  |  |  |  |  |  |  |  |  |  |  |  |  |  |  |
|  | 8. Pipin Herstalski |  |  |  |  |  |  |  |  |  |  |  |  |  |  |  |
|  |                     |  |  |  |  |  |  |  |  |  |  |  |  |  |  |  |
|  |                     |  |  |  |  |  |  |  |  |  |  |  |  |  |  |  |
|  | 17. Begga           |  |  |  |  |  |  |  |  |  |  |  |  |  |  |  |
|  |                     |  |  |  |  |  |  |  |  |  |  |  |  |  |  |  |
|  |                     |  |  |  |  |  |  |  |  |  |  |  |  |  |  |  |
|  | 4. Karel Martel     |  |  |  |  |  |  |  |  |  |  |  |  |  |  |  |
|  |                     |  |  |  |  |  |  |  |  |  |  |  |  |  |  |  |
|  |                     |  |  |  |  |  |  |  |  |  |  |  |  |  |  |  |
|  | 9. Alpaida          |  |  |  |  |  |  |  |  |  |  |  |  |  |  |  |
|  |                     |  |  |  |  |  |  |  |  |  |  |  |  |  |  |  |
|  |                     |  |  |  |  |  |  |  |  |  |  |  |  |  |  |  |
|  | Pipin Mali          |  |  |  |  |  |  |  |  |  |  |  |  |  |  |  |
|  |                     |  |  |  |  |  |  |  |  |  |  |  |  |  |  |  |
|  |                     |  |  |  |  |  |  |  |  |  |  |  |  |  |  |  |
|  | 5. Rotruda Trierska |  |  |  |  |  |  |  |  |  |  |  |  |  |  |  |
|  |                     |  |  |  |  |  |  |  |  |  |  |  |  |  |  |  |
|  |                     |  |  |  |  |  |  |  |  |  |  |  |  |  |  |  |
|  | 1. Karel Veliki     |  |  |  |  |  |  |  |  |  |  |  |  |  |  |  |
|  |                     |  |  |  |  |  |  |  |  |  |  |  |  |  |  |  |
|  |                     |  |  |  |  |  |  |  |  |  |  |  |  |  |  |  |
|  | 6. Caribert Laonski |  |  |  |  |  |  |  |  |  |  |  |  |  |  |  |
|  |                     |  |  |  |  |  |  |  |  |  |  |  |  |  |  |  |
|  |                     |  |  |  |  |  |  |  |  |  |  |  |  |  |  |  |
|  | 3. Bertrada Laonska |  |  |  |  |  |  |  |  |  |  |  |  |  |  |  |
|  |                     |  |  |  |  |  |  |  |  |  |  |  |  |  |  |  |
|  |                     |  |  |  |  |  |  |  |  |  |  |  |  |  |  |  |
|  | 7. Bertrada Kölnska |  |  |  |  |  |  |  |  |  |  |  |  |  |  |  |
|  |                     |  |  |  |  |  |  |  |  |  |  |  |  |  |  |  |
|  |                     |  |  |  |  |  |  |  |  |  |  |  |  |  |  |  |

## Beatifikacija
Leta 1165 je protipapež Pashal III. razglasil Karla Velikega za svetnika, s čimer je poskušal dobiti naklonjenost cesarja Friderika I. Barbarosse. Sveti sedež njegove kanonizacije nikoli ni priznal in na tretjem lateranskem koncilu leta 1179 razveljavil vse Pashalove odločitve. Njegovega imena ni na seznamu osemindvajset Karlov, ki jih kot svetnike priznava katoliška cerkev. Njegova beatifikacija se kljub temu praznuje 28. januarja.